# Les Enfants d'Athéna
Les Enfants d'Athéna est un roman historique de littérature jeunesse écrit par Évelyne Brisou-Pellen en 2002.

## Résumé
En Grèce, au Ve siècle av. J.-C., Daméas, Néèra et Stéphanos sont frères et sœurs et vivent à Athènes avec leurs parents. À la suite de l'assassinat de ces derniers par des bandits cherchant à connaître le secret de leur père, Néèra, 11 ans, et ses deux frères, Daméas 13 ans et Stéphanos 5 ans, prennent la fuite, se souvenant des paroles de leur père : « S'il nous arrive quelque chose un jour, partez rejoindre Gorgias ». Les bandits cherchent un secret, mais aucun des enfants ne sait de quoi il s'agit. Gorgias est tué au moment même où les enfants parviennent à le rencontrer. Ils sont renvoyés vers un autre ami connaissant le secret de leur père. Mais les ennemis poursuivent toujours les enfants et il est condamné au même sort que le premier homme. Toutefois, les enfants n'abandonnent pas et finissent par comprendre quel est l'enjeu du secret : il s'agit d'un trésor dont les assassins de leurs parents veulent s'emparer. Ils croisent en chemin un Spartiate qui, malgré une hostilité réciproque entre lui et Daméas, arrive peu à peu à se faire apprécier des frères et sœurs et les aide dans leur quête. Alors qu'il ne reste que deux brigands à tuer, Stéphanos se fait prendre en otage. Profitant d'une brève inattention, Stéphanos arrive à s'échapper en précipitant le brigand dans un gouffre. Talos, le Spartiate, tue de sa lance le dernier brigand.

## Récompenses
- 2003 : Prix des jeunes lecteurs de la PEEP[1].